# Francisco Maria de Mello Oliveira
Francisco Maria de Mello Oliveira (Fortaleza, 7 de fevereiro de 1847 – São Paulo, 23 de junho de 1907) foi um farmacêutico brasileiro.
Graduado em farmácia na Faculdade de Medicina do Rio de Janeiro em 1869. Foi eleito membro da Academia Nacional de Medicina em 1883, com o número acadêmico 131, na presidência de Agostinho José de Sousa Lima.